# Phrygionis argentistriata
Phrygionis argentistriata är en fjärilsart som beskrevs av John Kern Strecker 1876. Phrygionis argentistriata ingår i släktet Phrygionis och familjen mätare. Inga underarter finns listade i Catalogue of Life.